# 胡德山
胡德山（英語：Mount Hood）是位於美國西北部奧勒岡州的一座山峰。胡德峰標高3,429米，是奧勒岡州最高的山峰，喀斯喀特山脈的第四高峰。山名來自於英國海軍將領薩繆爾·胡德。胡德峰是一座活火山，上一次噴發是在1790年代。胡德山被選入美國美麗國家公園25美分紀念幣圖案。

## 登顶
胡德山通常的登顶线路是南线（South Side Route），是一条需要最少登山技巧的线路，但仍然充满危险，是胡德山上发生致命事故最多的一条线路。这条线路一般由树线旅舍（Timberline Lodge）出发，沿着平行于树线旅社雪场雪道的山脊向上徒步，经过帕尔马冰川（Palmer Glacier）直达冰川顶部的火山口岩（Crater Rock）。沿着火山口岩东部绕过“魔鬼厨房”（Devil's Kitchen），或者从西北方向的Old Chute向上攀爬，或者从天堂之门（Pearly Gates）向上即可登顶。冰斧，绳队等滑坠保护都是登顶时的推荐装备。